# Haimhausen
Haimhausen là một đô thị ở huyện Dachau bang Bayern, Đwsc, phía bắc München. Đô thị này có dân số 4674 người.